# Chromatomyia fricki
Chromatomyia fricki este o specie de muște din genul Chromatomyia, familia Agromyzidae, descrisă de Griffiths în anul 1974. Conform Catalogue of Life specia Chromatomyia fricki nu are subspecii cunoscute.